# Mulberry (Kansas)
Mulberry és una població dels Estats Units a l'estat de Kansas. Segons el cens del 2000 tenia 577 habitants.

## Demografia
Segons el cens del 2000, Mulberry tenia 577 habitants, 249 habitatges, i 164 famílies. La densitat de població era de 436,8 habitants/km².
Dels 249 habitatges en un 27,7% hi vivien nens de menys de 18 anys, en un 53,4% hi vivien parelles casades, en un 8% dones solteres, i en un 34,1% no eren unitats familiars. En el 30,1% dels habitatges hi vivien persones soles el 17,7% de les quals corresponia a persones de 65 anys o més que vivien soles. El nombre mitjà de persones vivint en cada habitatge era de 2,32 i el nombre mitjà de persones que vivien en cada família era de 2,83.
Per edats la població es repartia de la següent manera: un 23,9% tenia menys de 18 anys, un 8,3% entre 18 i 24, un 25,5% entre 25 i 44, un 25,3% de 45 a 60 i un 17% 65 anys o més.
L'edat mediana era de 40 anys. Per cada 100 dones de 18 o més anys hi havia 91,7 homes.
La renda mediana per habitatge era de 26.771 $ i la renda mediana per família de 32.153 $. Els homes tenien una renda mediana de 21.650 $ mentre que les dones 18.750 $. La renda per capita de la població era de 14.621 $. Entorn del 9,8% de les famílies i el 13,1% de la població estaven per davall del llindar de pobresa.

## Poblacions més properes
El següent diagrama mostra les poblacions més properes.